# 美國兒童與青少年精神醫學會
美國兒童與青少年精神醫學會（英語：American Academy of Child and Adolescent Psychiatry、AACAP）是一個總部設在美國华盛顿哥伦比亚特区的非營利专业技术协会，致力於提倡兒童與青少年的精神照護。

## 來源
1. ↑  . AACAP.   [25 March 2011]. （原始内容存档于2011-04-21）.
2. ↑  .   [25 March 2011]. （原始内容存档于2011-04-21）.

## 外部連結
- 官方网站  （英文）
- AACAP的X（前Twitter） （英文）